# L'École et la Nation
L'École et la Nation était la revue pédagogique du Parti communiste français traitant des questions relatives à l'enseignement, l'éducation et la formation, destinée aux enseignants et personnels de l'éducation.
Fondée en 1951, elle a pour directeur Étienne Fajon, auquel succèdent Maurice Perche (1956), puis Henri Bouisse, Jean-Noël Laporte.
Les rédacteurs en chef successifs en sont André Pierrard, député, André Rustin, Georges Fournial, Fernand Hostalier, Ange-Marie Filippi-Codaccioni, René Maurice, Alfred Sorel, Nicole Borvo Cohen-Seat.
Parmi les rubriques récurrentes se trouve une section de critiques d'ouvrages de littérature d'enfance et de jeunesse, tenue par Natha Caputo puis Bernard Epin.
Les collaborateurs de la revue sont principalement des instituteurs et des professeurs d'école normale, membres du Comité central du PCF.
D'abord mensuelle puis trimestrielle, L'École et la Nation cesse de paraître en 1999 ; les Carnets rouges lui succèdent.